# Palacio de los Condes de Guevara
El Palacio de los Condes de Guevara se encuentra en el número 2 de la plaza de Santa Bárbara de Madrid (España). Fue construido en 1920 por el arquitecto Joaquín Pla Laporta para los condes de Guevara, y reconvertido en la segunda mitad del siglo XX para oficinas de  una entidad bancaria.

## Historia y características
Parte del solar, ahora ocupado por el palacio, fue hasta finales del siglo xix la cárcel del Saladero, abandonada tras la construcción de la Cárcel Modelo en Moncloa. «El Saladero» fue construido reinando Carlos III por Ventura Rodríguez como matadero y saladero de cerdos, y comenzó a utilizarse como cárcel presidio para hombres hacia 1831. Se desalojó la noche del 9 de mayo de 1884, y fue demolido en 1888.
El antiguo palacio diseñado por Pla Laporta es de estilo neobarroco; un edificio de tres plantas y bajo, con torreones, rejerías y balconadas. El palacio de los Guevara fue expropiado en 1939, tras la guerra civil española, con el fin de albergar distintas instituciones bancarias. En 1999 fue adquirido por el BBVA.En 2018 fue adquirido por UBS y en 2020 pasó a estar ocupado por Openbank. 

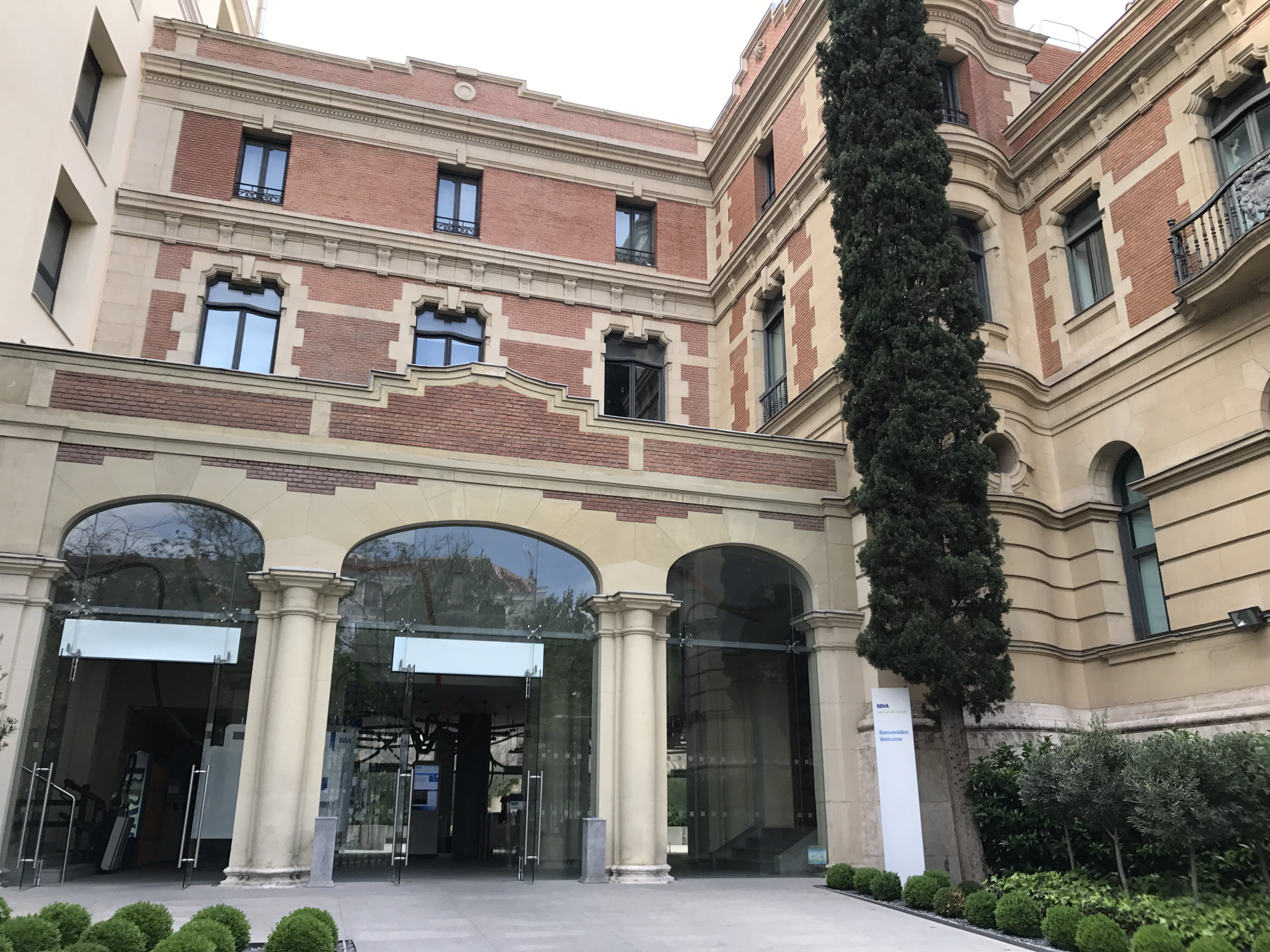
Tras las verjas, entrada principal.

Fue adaptado para el Centro de Innovación del BBVA tras unas reformas que alteraron su distribución interior. El edificio solo conserva el diseño original en la fachada y en la estructura.